# Paul Tasch
Paul Tasch (* 28. November 1910 in New York City; † 13. Juli 2001 in  Wichita (Kansas)) war ein US-amerikanischer Paläontologe.
Tasch, der im Zweiten Weltkrieg beim US Army Signal Corps diente, studierte am City College of New York mit dem Bachelor-Abschluss 1948 und an der Pennsylvania State University mit dem Master-Abschluss 1950. Tasch wurde 1952 an der State University of Iowa promoviert, war Instructor an der University of Connecticut und ab 1953 Assistant Professor am North Dakota Agriculture College. 1954 wurde er Associate Professor an der Moorehead State University und 1955 Professor an der Wichita State University. 1982 wurde er emeritiert.
Als Paläontologe befasste er sich mit  Conchostraca, deren Paläogeographie auf der Südhalbkugel (einschließlich Antarktis) und Hinweisen, die sich daraus auf die Kontinentaldrift ergeben. Außerdem befasste er sich mit der Suche nach fossilen Bakterien in Salzformationen des Perm und Geologiegeschichte (besonders Charles Darwin,  Charles Lyell).
Er trug den Artikel Branchiopoda zum Arthropoden-Band des Treatise on Invertebrate Paleontology bei.
1970 erhielt er die Antarctic Service Medal des US-Kongresses. Der Tasch Peak, ein Gipfel in den Crary Mountains in der Antarktis, ist nach ihm benannt.

## Schriften
- Three general principles for a system classification of fossil conchostraca, J. Paleontology, 30, 1956, 1258–1257
- Conchostraca, in Treatise on Invertebrate Paleontology, R: Arthropoda, 1969, S. 141–191
- Palaeobiology of the Invertebrates. Data Retrieval from the fossil records, Wiley, 1973, 2. Auflage 1980
- Causes and paleoecological significance of dwarfed fossil marine invertebrates: Journal of Paleontology, Band 27, 1953, S. 356–444 (Dissertation)
- Communications theory and the fossil record of invertebrates: Kansas Academy of Science Transactions, Band. 68, 1965, S. 322–329.
- Fossil clam shrimp distribution and its significance for the theory of continental drift: Kansas Academy of Science Transactions, Band 70, 1967, Nr. 2, S. 151–163.
- Invertebrate fossil record and continental drift, in Research in the Antarctic: American Association for the Advancement of Science: Washington, D.C., 1971, S. 703–716.
- Non-marine Arthropoda of the Tasmanian Triassic. Papers and Proceedings of the Royal Society of Tasmania, 109, 1975, S. 97–106.
- Crustacean branchiopod distribution and speciation in Mesozoic lakes of the southern continents. Antarctic Research Series 30, 1979, 65–74
- Carboniferous, Permian, and Triassic conchostracans of Australia – three new studies. 1. Carboniferous and Triassic Conchostraca from the Canning Basin, Western Australia. (mit P. J. Jones) 2. Lower Triassic Conchostraca from the Bonaparte Gulf Basin, northwestern Australia (with a note on Cyzicus (Euestheria) minuta (?) from the Carnarvon Basin) (mit P. J. Jones), 3.  Permian and Triassic Conchostraca from the Bowen Basin (with a note on a Carboniferous leaiid from the Drummond Basin), Queensland. Department of National Development Bureau of Mineral Resources, Geology and Geophysics, Bulletin 185, 1979
- Fossil Conchostraca of the Southern Hemisphere and continental drift. Paleontology, Biostratigraphy and Dispersal. The Geological Society of America, Memoir 165, 1987, S. 1–290